# Shahrak-e Rah-Ahan
 Shahrak-e Rah-Ahan  est un quartier de l’ouest de Téhéran, la capitale de l’Iran.